# Дзюбівка (Бориспільський район)
Дзю́бівка — село в Україні, у Яготинській міській громаді Бориспільського райоу Київської області. Населення становить 34 осіб.

## Історія
Хутір Дзюбівка був приписаний до Троїцької церкви у Яготині.
1910 року - хутір Яготинської волості Пирятинського повіту Полтавської губернії, 29 господарств (всі - козацькі), 192 мешканця разом з найманими робітниками.